# Bulbophyllum woelfliae
Bulbophyllum woelfliae är en orkidéart som beskrevs av Garay, Senghas och K.Lemcke. Bulbophyllum woelfliae ingår i släktet Bulbophyllum och familjen orkidéer.
Artens utbredningsområde är Filippinerna. Inga underarter finns listade i Catalogue of Life.